# ويكيبيديا والقضية الفلسطينية
يعد الصراع الإسرائيلي الفلسطيني صراع جغرافي سياسي عميق الجذور ومعقد، حظيَّ باهتمام كبير في جميع أنحاء العالم. تلعب ويكيبيديا، باعتبارها موسوعة إلكترونية مستخدمة على نطاق واسع، دورًا حاسمًا في توفير المعلومات ووجهات النظر حول هذا الموضوع المثير للجدل.
ظهرت خلافات على مر السنين بشأن حياد مقالات ويكيبيديا المتعلقة بالصراع الإسرائيلي الفلسطيني. يجادل النقاد بأن بعض الإدخالات قد تظهر تحيزًا، وتفضل جانبًا على الآخر. تهدف سياسات ويكيبيديا التحريرية، بما في ذلك متطلبات المصادر التي يمكن التحقق منها، إلى معالجة هذه المخاوف، ومع ذلك، فإن تحقيق التوازن المثالي في مثل هذا السياق الاستقطابي يظل تحديًا مستمرًا نظرًا لحساسية الصراع.
كما هو الحال مع أي موضوع ذي أهمية عالمية كبيرة، يُشجّع المستخدمين على التعامل مع محتوى ويكيبيديا بشكل نقدي، والإحالة المرجعية للمعلومات من مصادر مختلفة لتشكيل فهم أكثر دقة. كانت قد غُطِّيَت القضية الفلسطينية بشكل وافرٍ على ويكيبيديا، حيث لفت ستيفن هاريسون من مجلة سلايت في عام 2023 إلى أنه "لا يفترض أن يكون مفاجأة أن ويكيبيديا هي مصدر أفضل لفهم الصراع الفلسطيني-الإسرائيلي مقارنةً بمنصات مثل X وتيك توك وغيرها من وسائل التواصل الاجتماعي." وقد أشار مؤسس ويكيبيديا، جيمي ويلز، إلى أن هذا الموضوع يثير الجدل كثيرًا، ولكن يسعى الموقع جاهدًا للبقاء محايدًا.
وُثِّقَت الحرب الفلسطينية-الإسرائيلية في عام 2023 وعملية طوفان الأقصى بشكل مفصل على ويكيبيديا العربية ونسخ ذات صلة بعدة لغات. شملت هذه التوثيقات مقالات مفصلة حول هجوم حماس الذي بدأ في 7 أكتوبر 2023، بالإضافة إلى الأحداث التالية مثل حصار إسرائيل لقطاع غزة والغزو الإسرائيلي، بالإضافة إلى المذابح التي ارتكبتها قوات الإحتلال الإسرائيلية في الأسابيع التالية. هذه المقالات الشاملة أدت إلى حروب التحرير بسبب التنوع في السرد من كلا جانبي النزاع.

## ردود من ويكيبيديا

شعار الصفحة الرئيسية لموقع ويكيبيديا العربية.

ردت مؤسسة ويكيميديا في الرابع من ديسمبر 2023 على الأزمة في قطاع غزة وإسرائيل بإصدار بيان شامل بعنوان "تحديثات ويكيميديا حول أزمة قطاع غزة وإسرائيل". عُزِز التزامهم بالموضوع ببيان آخر في اليوم التالي، الخامس من ديسمبر 2023، حيث دعوا بشكل خاص إلى وقف التدابير التي تعيق وصول الإنترنت في قطاع غزة.
لفت المركز العربي لتطوير الإعلام الاجتماعي، والذي يقع مقره في حيفا ويدعم حقوق الفلسطينيين الرقمية، إلى خطورة الوضع في 3 ديسمبر 2023. جاء في بيانهم بعنوان "تخوفات بشأن موقف مؤسسة ويكيميديا في ظل الحرب الإسرائيلية على غزة"، دعوتهم مؤسسة ويكيميديا إلى إعادة تقييم موقفها. شدّد المركز على ضرورة اتخاذ إجراءات حازمة، خاصة في ظل الهجمات المستمرة على غزة، وحث على دعم مستمر لمجتمع ويكيبيديا في فلسطين. اختتم البيان بالتأكيد على أهمية أن تحافظ المؤسسة على نزاهتها من خلال الالتزام بالحياد، وإدانة التضليل المتعمد، وتقديم الدعم للمجتمعات في الأزمة.

في تجسيد مؤثر للتضامن والاحتجاج، قامت ويكيبيديا العربية باتخاذ موقف رمزي في 23 ديسمبر 2023؛ إذ قامت المنصة في هذا اليوم بتغيير شعارها مؤقتًا ليعكس ألوان علم فلسطين وأغلقت الصفحة ليومٍ واحد.
| ويكيبيديا والقضية الفلسطينية                                           | تضامنًا مع حق الشعب الفلسطيني لا للإبادة الجماعية في غزة.. لا لقتل المدنيين لا لاستهداف المستشفيات والمدارس.. لا للتضليل والكيل بمكيالين أوقفوا الحرب.. وانشروا السلام العادل والشامل | ويكيبيديا والقضية الفلسطينية |
| — رسالة ويكيبيديا العربية تحت شعارها منذ الـ23 كانون الأول/ديسمبر 2023 | |                              |

كان هذا الإجراء الجريء هو إدانة واضحة للفظائع المستمرة ضد الشعب الفلسطيني، إلى جانب انتقاد التحيز واعتماد المعايير المزدوجة في مواقف الحكومات الغربية، وتحديداً الولايات المتحدة؛ ظهر شعار ويكيبيديا العربية بشكل بارز على الصفحة الرئيسية ليعبر عن التضامن ورفض التضليل. وبينما أثر هذا الفعل على نطاق واسع مع عدد كبير من المستخدمين العرب وداعمي القومية الفلسطينية، واجهت هذه الخطوة انتقادات من بعض المستخدمين الإسرائيليين، مما يبرز الطابع المثير للجدل لهذا التعبير عن التضامن.